# Edward Smith (1850–1912)
Edward John Smith (ur. 27 stycznia 1850 w Hanley, zm. 15 kwietnia 1912 na północnym Atlantyku) – angielski marynarz, najbardziej znany jako kapitan transatlantyku RMS „Titanic”, w którego katastrofie zginął.

## Życiorys
Po ukończeniu, w wieku 13 lat, szkoły podstawowej Etruria British School rozpoczął karierę na morzu jako chłopiec pokładowy. W 1867 roku zaciągnął się na statek „Senator Weber”, którym dowodził jego przyrodni brat Joseph Hancock.
W 1880 roku został zatrudniony przez White Star Line i rozpoczął pracę jako czwarty oficer na SS „Celtic”. W 1887 roku został kapitanem SS „Republic”. Jednocześnie zaczął starać się o uzyskanie patentu kapitańskiego wydawanego przez państwową komisję, ale nie zdał egzaminu z powodu „niedostatecznej wiedzy z zakresu nawigacji” i musiał powtarzać egzamin w 1888 roku.
Dowodził statkami handlowymi na linii do Australii i pasażerskimi na linii do Stanów Zjednoczonych. Wkrótce wyrobił sobie renomę znakomitego kapitana i zaczął dowodzić największymi i najnowocześniejszymi statkami White Star Line, m.in. „Majestic”, „Baltic”, „Adriatic” i „Olympic”. W 1887 roku ożenił się z Sarą Eleanor Pennington. Wśród pasażerów zyskał przydomek „Kapitana milionerów”. Został odznaczony Medalem Transportów, a po udziale w transportowaniu wojska w czasie wojny burskiej mianowano go honorowym komandorem Royal Naval Reserve. W 1904 roku został mianowany komodorem floty White Star Line.
Wraz z żoną Eleonorą i córką Heleną mieszkał w okazałym domu w Southampton. Zarabiał 1250 funtów rocznie i dodatkowo 200 dolarów premii za każdy bezwypadkowy rejs statku pod jego komendą (dla porównania Frederick Fleet, obserwator na „Titanicu”, zarabiał ok. 60 funtów rocznie).
Przez lata służby kapitan Smith wyrobił sobie opinię „bezpiecznego kapitana”. Niektórzy pasażerowie decydowali się na rejs przez Atlantyk tylko na statkach pod jego komendą. Mimo takiej opinii, miał w swojej karierze kilka niebezpiecznych sytuacji. W lipcu 1911 roku dowodzony przez niego „Olympic”, podczas manewrowania w porcie nowojorskim, uszkodził holownik, a we wrześniu tego samego roku, doszło do jego kolizji z krążownikiem HMS „Hawke”.
W wieku 62 lat został kapitanem „Titanica”, w owym czasie największego i najbardziej luksusowego statku pasażerskiego na świecie. Miało to być ukoronowanie jego marynarskiej kariery, gdyż po ukończeniu dziewiczego rejsu statku miał zamiar przejść na emeryturę. Na pokład wszedł 10 kwietnia 1912 roku o 7.00 rano. O 12.00 „Titanic” wyruszył w swój pierwszy, a zarazem ostatni, rejs do Nowego Jorku.
Wieczorem, 14 kwietnia, Smith brał udział w uroczystym przyjęciu wydanym na jego cześć przez George’a Widenera i jego rodzinę. W związku z napływającymi meldunkami o napotykanych w okolicy górach lodowych, wyszedł wcześnie z przyjęcia. Udał się na mostek kapitański i poprosił pełniącego wachtę drugiego oficera Charlesa Lightollera, by ten informował go w razie niebezpieczeństwa, a następnie poszedł spać. Około 23.40 „Titanic” zderzył się z górą lodową. Smith pośpieszył na mostek, odebrał raport o wypadku od pierwszego oficera Williama Murdocha, polecił drugiemu oficerowi przygotowanie łodzi ratunkowych i udał się, razem z Thomasem Andrewsem, na inspekcję statku.
Niewiele wiadomo, co działo się ze Smithem bezpośrednio przed zatonięciem statku. Po odpłynięciu szalup ratunkowych miał powiedzieć przez tubę do załogi: Spełniliście swój obowiązek, zwalniam was, ratujcie się w imię Boże. Sam nie próbował się ratować. Ostatni raz widziano go na mostku kapitańskim. Jego ciało nigdy nie zostało znalezione.
29 lipca 1914 roku w Lichfield odsłonięto, ufundowany przez córkę, pomnik kapitana Edwarda Johna Smitha.

## Życie prywatne
- Eleonora Sara Smith – żona (zginęła potrącona przez samochód 28 kwietnia 1931)
- Helena Melville Smith – córka (1898–1973)